# Bishopov prsten
Bishopov prsten (po havajskom misionaru Serenu Edwardu Bishopu koji ga je 1883. prvi opisao) je optička pojava u atmosferi što se vidi kao bjelkasti prsten oko Sunca ili Mjeseca s lagano plavkastim tonom iznutra i crvenkastosmeđim izvana. Srednji je polumjer prstena od 15 do 30°. Pojava je uzrokovana ogibom svjetlosti kroz tanki sloj naoblake ili na finim česticama vulkanske prašine u atmosferi. Što su kapi kiše ili čestice prašine sitnije, polumjer prstena je veći. Primjećuje se osobito nakon velikih erupcija vulkana, kao na primjer Krakatoa 1883.
Bishopov vijenac ima veliku kutnu širinu (do 10°), obojen je crvenkastosmeđe, a zapaža se na udaljenostima od 20° do 30° od Sunca. Opaža se osobito često poslije vulkanskih erupcija, a i kad se u atmosferi nalazi mnogo krutih čestica. Prva poznata pojava ovog vijenca zapažena je nakon erupcije vulkana Krakatoa 1883. Bishopov vijenac postigao je najveću jakost u proljeće 1884. i postupno je poslije dvije i po godine isčezao.